# Erlwiesfilz, Bremstauden, Am Eschenbächel

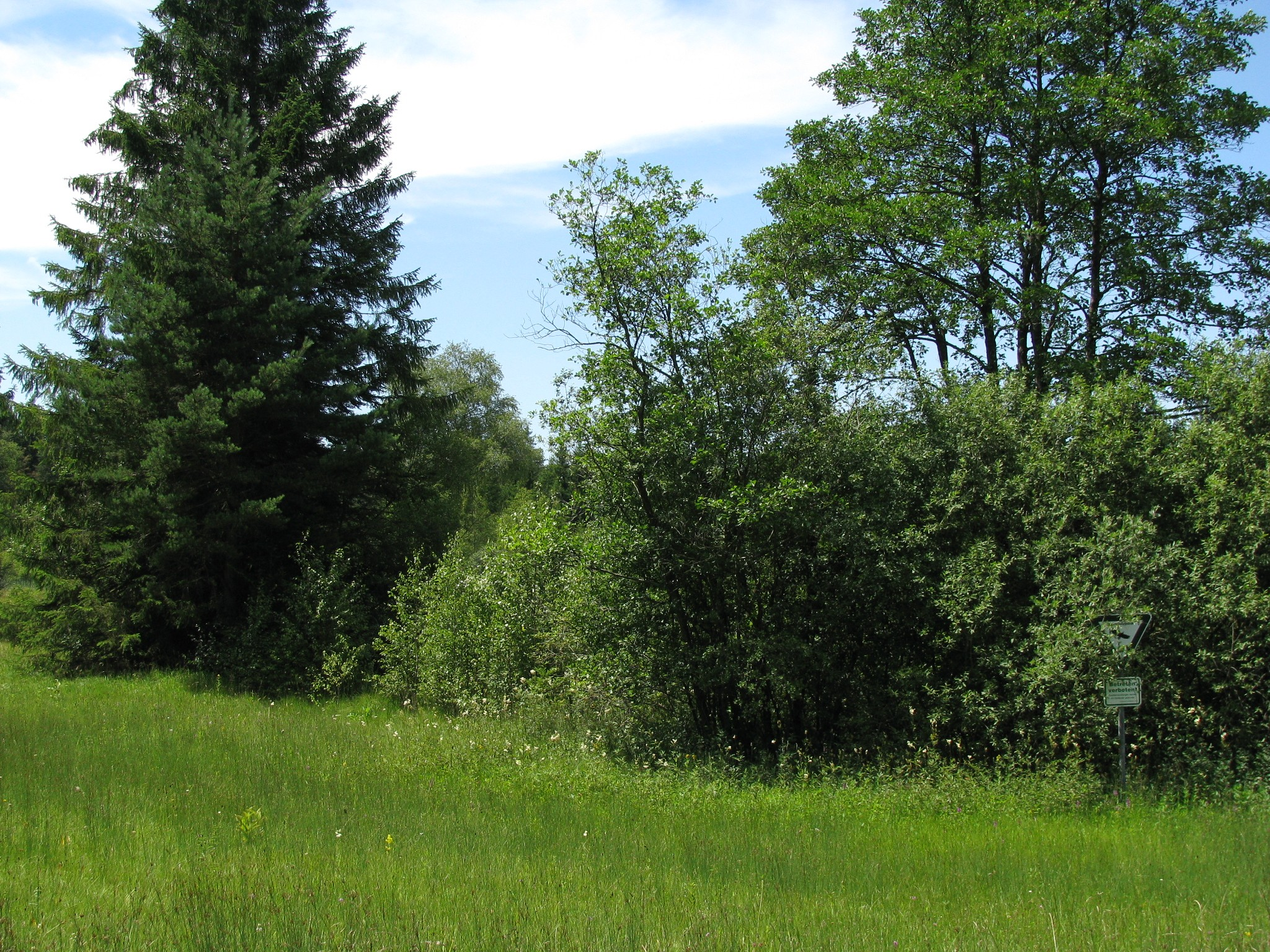
Naturschutzgebiet Erlwiesfilz, Bremstauden, Am Eschenbächel (Juli 2011)

Erlwiesfilz, Bremstauden, Am Eschenbächel ist ein Naturschutzgebiet im oberbayerischen Landkreis Landsberg am Lech.
Das Gebiet liegt nördlich von Schellschwang, einem Ortsteil der Gemeinde Wessobrunn aus dem Nachbarlandkreis Weilheim-Schongau. Am nördlichen Rand des Gebietes verläuft die Staatsstraße 2055, im Gebiet hat der Eschenbach seine Quelle.
Das 127,16 ha große Gebiet mit der Nr. NSG-00062.01 wurde im Jahr 1987 unter Naturschutz gestellt.